# Nūryāb
Nūryāb (persiska: نوریاب) är en ort i Iran.   Den ligger i provinsen Kermanshah, i den nordvästra delen av landet, 500 km väster om huvudstaden Teheran. Nūryāb ligger 1 376 meter över havet och antalet invånare är 966.
Terrängen runt Nūryāb är kuperad åt sydväst, men åt nordost är den bergig. Nūryāb ligger nere i en dal. Runt Nūryāb är det ganska glesbefolkat, med 34 invånare per kvadratkilometer. Närmaste större samhälle är Pāveh, 2,4 km sydost om Nūryāb. Trakten runt Nūryāb består till största delen av jordbruksmark.